# Vương Quốc Sinh (chính khách)
Vương Quốc Sinh (tiếng Trung: 王国生; sinh tháng 5 năm 1956) là chính khách nước Cộng hòa Nhân dân Trung Hoa. Ông là Ủy viên Ủy ban Trung ương Đảng Cộng sản Trung Quốc khóa XIX, nguyên Bí thư Tỉnh ủy tỉnh Hà Nam. Ông từng Phó Bí thư Tỉnh ủy tỉnh Hồ Bắc, Tỉnh trưởng Chính phủ Nhân dân tỉnh Hồ Bắc và Bí thư Tỉnh ủy tỉnh Thanh Hải kiêm Chủ nhiệm Ủy ban Thường vụ Đại hội Đại biểu Nhân dân tỉnh Thanh Hải.

## Tiểu sử

### Thân thế
Vương Quốc Sinh sinh tháng 5 năm 1956 ở huyện Đông A, tỉnh Sơn Đông.

### Giáo dục
Tháng 9 năm 1981 đến tháng 7 năm 1983, Vương Quốc Sinh theo học chuyên ngành chính trị học tại Đại học Sơn Đông.
Tháng 9 năm 1997 đến tháng 6 năm 2000, ông theo học chuyên ngành chính trị học tại Trường Đảng Tỉnh ủy Sơn Đông.

### Sự nghiệp
Tháng 3 năm 1974 đến tháng 11 năm 1976, Vương Quốc Sinh là thanh niên trí thức, quyền Bí thư Đoàn Thanh niên Cộng sản của công xã Đại Kiều, huyện Đông A, tỉnh Sơn Đông. Tháng 6 năm 1975, ông gia nhập Đảng Cộng sản Trung Quốc. Tháng 11 năm 1976 đến tháng 9 năm 1981, ông công tác tại Cục Văn hóa và Giáo dục huyện Đông A và Ban Tuyên truyền Địa ủy Địa khu Liêu Thành, Văn phòng, nhân viên văn phòng của phòng nghiên cứu.
Tháng 7 năm 1983, sau khi tốt nghiệp đại học, Vương Quốc Sinh là đội viên công tác cải cách cơ cấu huyện Quan, tỉnh Sơn Đông, thư ký Văn phòng Địa ủy địa khu Liêu Thành nay thuộc thành phố Liêu Thành. Tháng 5 năm 1985, ông được bổ nhiệm làm Trưởng phòng Cán bộ kiêm Phó Trưởng Ban Tổ chức Địa ủy Liêu Thành, tỉnh Sơn Đông. Tháng 10 năm 1991, ông được bổ nhiệm giữ chức Ủy viên Địa ủy Liêu Thành, Trưởng Ban Tổ chức Địa ủy Liêu Thành, Bí thư Huyện ủy Cao Đường, tỉnh Sơn Đông. Tháng 6 năm 1994, ông giữ chức vụ Phó Bí thư Địa ủy địa khu Liêu Thành (nay thuộc thành phố Liêu Thành) kiêm Bí thư Huyện ủy Cao Đường. Tháng 1 năm 1995, ông thôi kiêm nhiệm chức vụ Bí thư Huyện ủy Cao Đường. Tháng 12 năm 1997, Vương Quốc Sinh được bổ nhiệm làm Phó Bí thư tổ Đảng Sở Lao động, Phó Giám đốc Sở Lao động tỉnh Sơn Đông. Tháng 6 năm 1998, ông chuyển sang giữ chức Giám đốc Sở Thương mại tỉnh Sơn Đông, Chủ nhiệm Văn phòng Tài chính và thương mại Chính phủ nhân dân tỉnh Sơn Đông.
Tháng 1 năm 2000, Vương Quốc Sinh được luân chuyển làm Bí thư Ủy ban Công tác Cơ quan cấp tỉnh Tỉnh ủy Giang Tô. Tháng 8 năm 2000, ông được bổ nhiệm giữ chức Bí thư Thành ủy Liên Vân Cảng, tỉnh Giang Tô. Tháng 11 năm 2001, ông được bầu làm Ủy viên Ban Thường vụ Tỉnh ủy Giang Tô kiêm Bí thư Thành ủy Liên Vân Cảng. Tháng 12 năm 2001, ông được bổ nhiệm làm Ủy viên Ban Thường vụ Tỉnh ủy Giang Tô, Trưởng Ban Tuyên truyền Tỉnh ủy Giang Tô. Tháng 6 năm 2004, ông chuyển sang làm Ủy viên Ban Thường vụ Tỉnh ủy Giang Tô, Trưởng Ban Tổ chức Tỉnh ủy Giang Tô. Ngày 21 tháng 10 năm 2007, tại phiên bế mạc của Đại hội Đảng Cộng sản Trung Quốc lần thứ 17, ông được bầu làm Ủy viên dự khuyết Ban Chấp hành Trung ương Đảng Cộng sản Trung Quốc khóa XVII. Tháng 4 năm 2008, ông được bổ nhiệm làm Phó Bí thư Tỉnh ủy Giang Tô kiêm Trưởng Ban Tổ chức Tỉnh ủy Giang Tô, Hiệu trưởng Trường Đảng Tỉnh ủy Giang Tô. Tháng 9 năm 2010, ông thôi kiêm nhiệm chức vụ Trưởng Ban Tổ chức Tỉnh ủy Giang Tô và Hiệu trưởng Trường Đảng Tỉnh ủy Giang Tô.
Tháng 12 năm 2010, Vương Quốc Sinh được luân chuyển giữ chức vụ Phó Bí thư Tỉnh ủy Hồ Bắc, Phó Tỉnh trưởng đồng thời tạm quyền Tỉnh trưởng Chính phủ Nhân dân tỉnh Hồ Bắc, thay cho ông Lý Hồng Trung. Ngày 26 tháng 2 năm 2011, ông chính thức được bầu làm Tỉnh trưởng Chính phủ Nhân dân tỉnh Hồ Bắc. Ngày 14 tháng 11 năm 2012, tại Đại hội Đảng Cộng sản Trung Quốc lần thứ 18, ông được bầu làm Ủy viên chính thức Ban Chấp hành Trung ương Đảng Cộng sản Trung Quốc khóa XVIII.
Ngày 29 tháng 6 năm 2016, Vương Quốc Sinh được bổ nhiệm làm Bí thư Tỉnh ủy Thanh Hải kế nhiệm ông Lạc Huệ Ninh. Ngày 20 tháng 1 năm 2017, ông được bầu kiêm nhiệm chức vụ Chủ nhiệm Ủy ban Thường vụ Đại hội đại biểu nhân dân tỉnh Thanh Hải. Ngày 24 tháng 10 năm 2017, tại Đại hội Đảng Cộng sản Trung Quốc lần thứ XIX, ông được bầu làm Ủy viên Ban Chấp hành Trung ương Đảng Cộng sản Trung Quốc khóa XIX. Ngày 31 tháng 1 năm 2018, tại Hội nghị lần thứ nhất của Đại hội đại biểu nhân dân khóa 13 tỉnh Thanh Hải, ông được bầu tái đắc cử chức vụ Chủ nhiệm Ủy ban Thường vụ Đại hội đại biểu nhân dân tỉnh Thanh Hải.
Ngày 21 tháng 3 năm 2018, Trung ương Đảng Cộng sản Trung Quốc quyết định bổ nhiệm Vương Quốc Sinh làm Ủy viên Tỉnh ủy, Ủy viên Ban Thường vụ Tỉnh ủy và Bí thư Tỉnh ủy tỉnh Hà Nam thay cho ông Tạ Phục Chiêm đồng thời thôi giữ chức vụ Ủy viên Tỉnh ủy, Ủy viên Ban Thường vụ Tỉnh ủy, Bí thư Tỉnh ủy Thanh Hải. Ngày 1 tháng 6 năm 2021, ông được miễn nhiệm chức vụ Bí thư Tỉnh ủy Hà Nam, nghỉ hưu.